# Pontocypris bradyi
Pontocypris bradyi is een mosselkreeftjessoort uit de familie van de Pontocyprididae. De wetenschappelijke naam van de soort is voor het eerst geldig gepubliceerd in 1941 door Chapman.